# Culture des îles Cook
La culture des Îles Cook fait partie de l'aire océanienne et se rattache au sous-groupe polynésien. L'influence européenne qui accompagna sa colonisation et son indépendance la marqua fortement.

## Langues parlées
Les deux langues officielles de ce pays sont le maori des îles Cook et l'anglais. La première est la langue vernaculaire et la langue nationale. Elle est utilisée au quotidien, surtout dans le cadre familial. Il s'agit d'une langue océanienne faisant partie du sous-groupe polynésien et de la grande famille des langues austronésiennes. La seconde est utilisée comme langue administrative et de commerce.

## Le drapeau national

Drapeau des Îles Cook.

Lors de son indépendance vis-à-vis de la Nouvelle-Zélande en 1965, le pays adopta un premier drapeau. Il possédait un fond vert et quinze étoiles disposées en cercle.
En 1979, le drapeau actuel fut définitivement adopté. On y reconnaît le Blue Ensign. L'Union Jack symbolise les liens historiques entre les Îles Cook et le Royaume-Uni et les étoiles représentent les 15 îles et atolls qui forment le pays.

## Hymne national
Te Atua Mou E (Dieu est la vérité) est l'hymne national du pays. Les paroles sont en maori.

## Religion

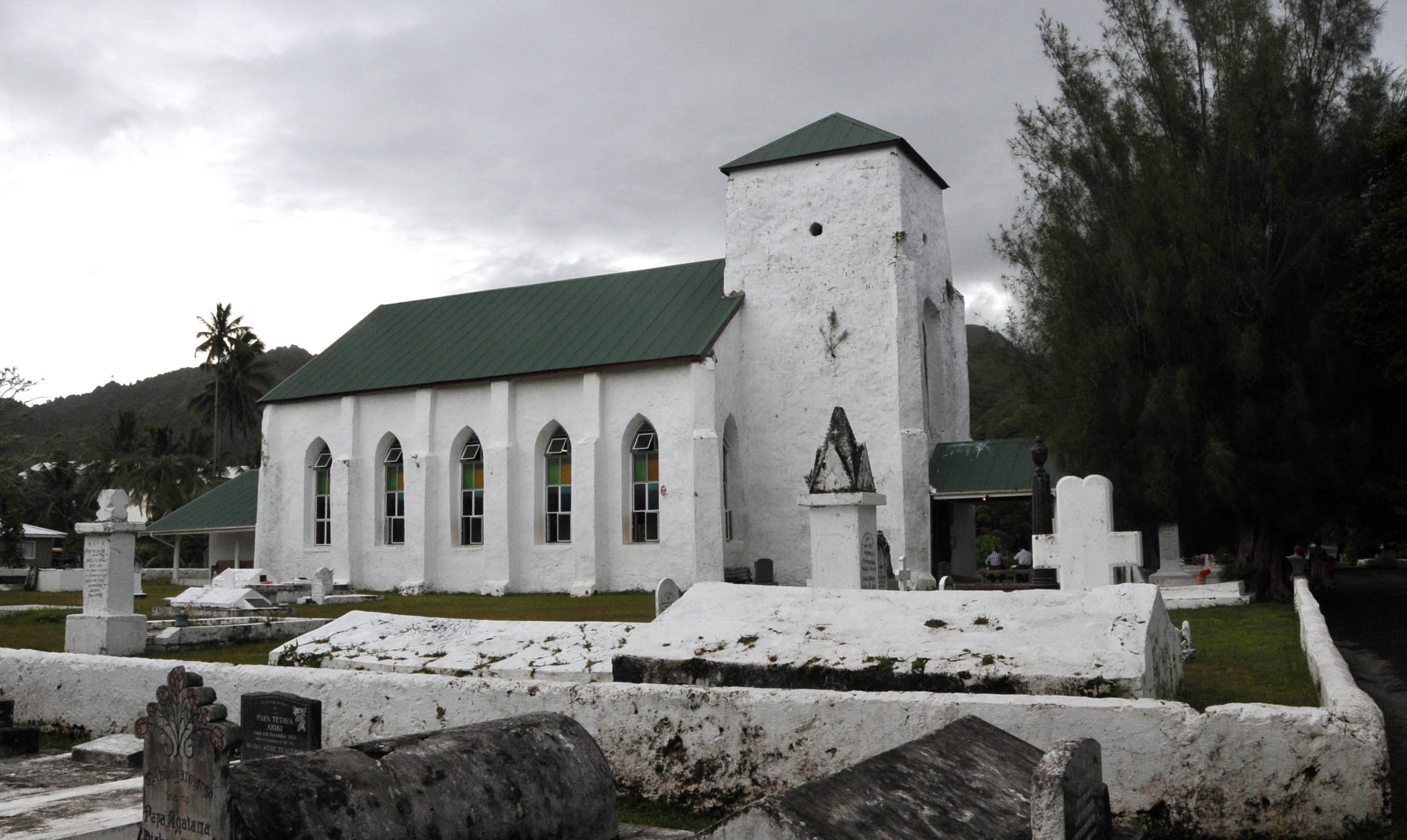
Église chrétienne des îles Cook à Avarua.

Les habitants des îles Cook sont très croyants.
Plus de la moitié des Cookiens sont membres de l'Église chrétienne des îles Cook. Il s'agit d'une église protestante de type congrégationaliste.
La deuxième religion la plus représentée est le catholicisme. La cathédrale Saint-Joseph d'Avarua, située en plein centre de la capitale est le siège du diocèse de Rarotonga (son nom vient de l'île où se trouve la ville d'Avarua) qui couvre tout le pays en plus de Niue.
Le culte baha'i, les adventistes du Septième Jour et les mormons sont aussi bien représentés aux Îles Cook.
On suppose qu'environ 3 % de la population ne pratique aucune religion.

## Musique

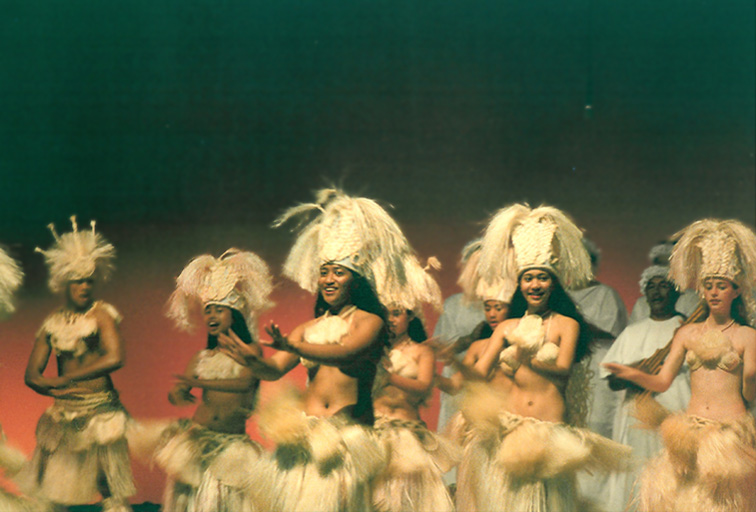
Un ura pau exécuté au National Auditorium lors de la fête nationale.

## Éducation
La capitale nationale, Avarua dispose d'une annexe de l'Université du Pacifique Sud. Il s'agit de la seule université de cette petite nation d'à peine 20 000 habitants.
L'enseignement privé est géré par le diocèse de Rarotonga.

## Fêtes et jours fériés
| Date                     | Nom                                                        |
| ------------------------ | ---------------------------------------------------------- |
| 1er janvier              | Nouvel an                                                  |
| le vendredi avant Pâques | Vendredi saint                                             |
| le lundi suivant Pâques  | Lundi de Pâques                                            |
| 25 avril                 | Journée de l'ANZAC (Australian and New Zealand Army Corps) |
| le premier lundi de juin | Anniversaire de la Reine                                   |
| 4 août                   | Journée de la Constitution                                 |
| 16 octobre               | Journée de l'Évangile, (te nuku voir documentaire)         |
| 25 décembre              | Noël                                                       |
| 26 décembre              | Saint-Étienne (Boxing Day)                                 |

La Journée de la Constitution n'est autre que la fête nationale. Elle célèbre l'anniversaire de l'indépendance du pays qui prit effet le 4 août 1965.

## Cuisine
La cuisine cookienne est l'une des plus réputées du Pacifique Sud. Les ingrédients de base sont principalement les fruits et légumes locaux, la noix de coco et les produits de la mer. L'un des mets cookien les plus populaires est le ika mata, un poisson cru mariné au citron et au lait de coco.

## Sport

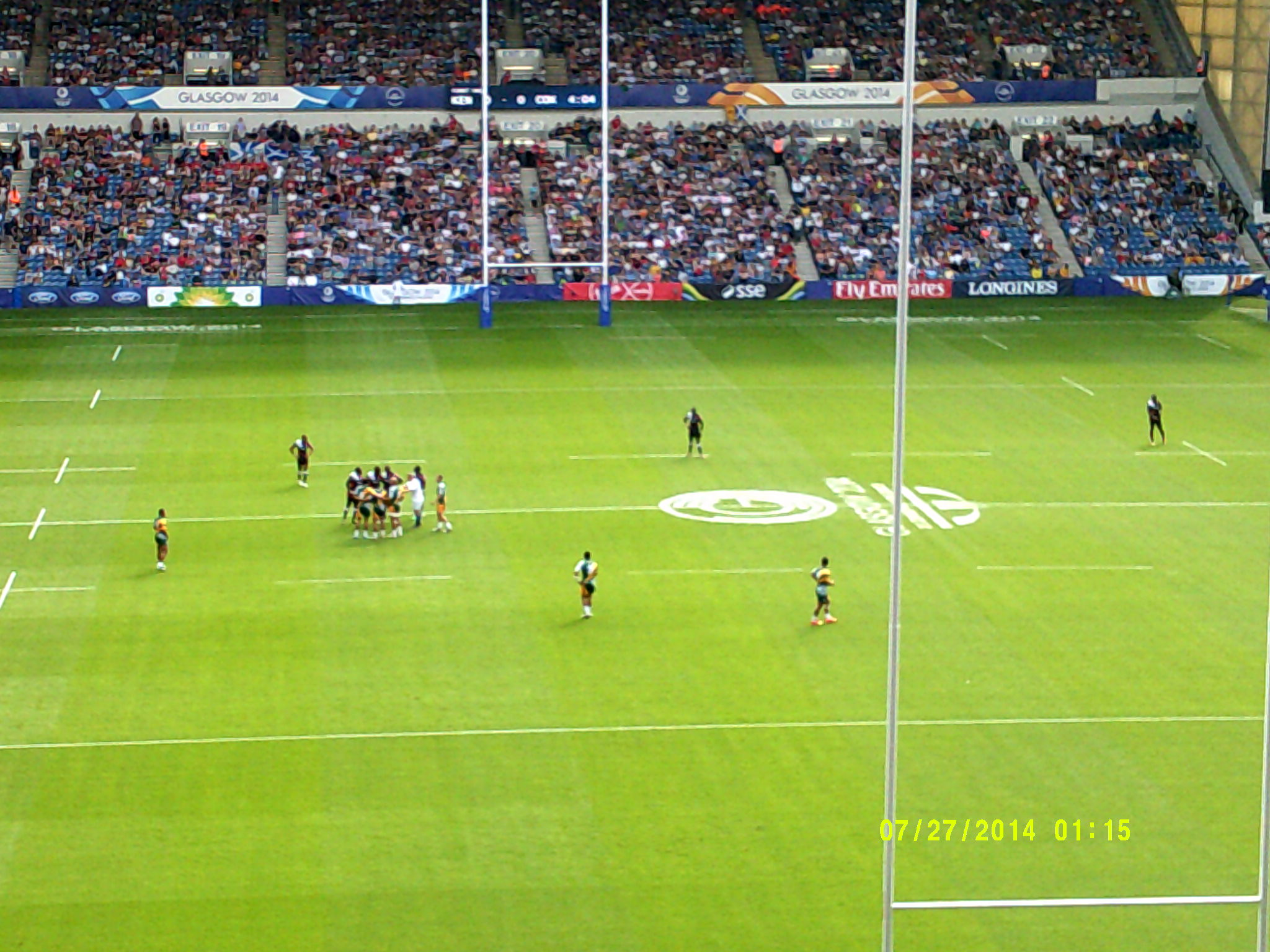
L'équipe nationale de rugby à 7 des Îles Cook contre celle du Kenya aux Jeux du Commonwealth en 2014.

Le sport national est le rugby à XIII. Les Îles Cook ont participé à la coupe du monde en 2000 et en 2013 organisée au Royaume-Uni. Le pays dispose aussi d'une équipe nationale de rugby à XV.
Les Îles Cook possèdent aussi une équipe nationale de football. Depuis 1994, elle est membre de la FIFA et de l'OFC.
Le pays participe également aux Jeux olympiques, aux Jeux du Commonwealth et aux Jeux du Pacifique.